# 'Ohonua
'Ohonua est un village des Tonga, situé sur l'île de 'Eua, dans le groupe d'îles des Tongatapu. En 2006, sa population est d'environ 1 200 habitants.